# Зима, весна, лето или осень
«Зима, весна, лето или осень» (англ. Winter Spring Summer or Fall) — американский полнометражный драматический фильм режиссёра Тиффани Полсен. В фильме снялись Дженна Ортега и Перси Хайнс Уайт. Премьера фильма прошла 6 июня 2024 года на кинофестивале «Трайбека».

## Сюжет
В фильме рассказывается история двух очень разных подростков, которые случайно встречаются зимой в выпускной год. Они проводят четыре дня вместе и влюбляются.

## В ролях
| Актёр               | Роль   |
| ------------------- | ------ |
| Перси Хайнс Уайт    | Барнс  |
| Дженна Ортега       | Реми   |
| Адам Майкл Родригес | Хавьер |
| Марисоль Николс     | Кармен |

## Критика
На сайте-агрегаторе рецензий Rotten Tomatoes фильм имеет рейтинг 36 % на основе 14 рецензий критиков со средней оценкой 5,3 из 10.